# مارک فورنیه
مارک فورنیه (فرانسوی: Marc Fournier‎؛ زادهٔ ۱۲ نوامبر ۱۹۹۴) دوچرخه‌سوار اهل فرانسه است.
از باشگاه‌هایی که در آن رکاب زده‌است می‌توان به تیم دوچرخه‌سواری اف‌دی‌جی و تیم دوچرخه‌سواری ویتال کونسپت اشاره کرد.